# Club Ciclista Sepelaco
El Club Ciclista Sepelaco (también llamado Castillo de Onda) es un equipo de ciclismo cuya sede se encuentra en Onda (Castellón).
En la actualidad mantiene un acuerdo con el Villarreal Club de Fútbol, y es el organizador de la Volta Ciclista a Castelló, aunque tuvo que cancelarse debido al COVID-19.
Todos los años, se organiza en él el Día de la Bicicleta.